# Церква Володимира і Ольги (Львів)
Церква святих Володимира і Ольги — церква Львова кінця XX століття, що розташована на вулиці Симоненка. Належить Українській греко-католицькій церкві. Зразок модерністської сакральної архітектури. Один з найбільших храмів міста, спорудження якого відкрило сторінку церковного будівництва у Львові доби незалежності України, після падіння комуністичного режиму.

## Розташування
Церква Володимира і Ольги розташована на вулиці Симоненка, що поєднує дві великі магістралі загальноміського значення — вулиці Володимира Великого та Наукову, всередині житлового мікрорайону, котрий виник в радянський період. Таке розміщення стало причиною акумулювання великої кількості вірних, котрі не мали зручного доступу до інших храмів. Церква розташована на вигині вулиці Симоненка, перед великою незабудованою смугою землі, що відкриває вигляд на храм з вулиці Володимира Великого. Конфігурація плану підкреслює таку специфіку розташування — вівтарна частина звернена на Південь, а монументальний вхід на Північ до відкритої території. До 1973 року тут стояла церква Введення в Храм Пресвятої Богородиці.

## Спорудження
Будівництво церкви святих Володимира і Ольги, тісно пов'язане із процесами релігійного відродження у період останніх років радянської влади та перших років після відновлення державної незалежності України. Початком будівництва храму вважається 12 серпня 1990 року, коли учасники мітингу та процесії із Преображенської церкви, заклали тут перший символічний камінь нової церкви, який був освячений митрополитом Володимиром Стернюком. В подальшому, тут, щонеділі та у свята відбувались богослужіння. Восени, цього ж року, почались роботи із спорудження каплиці, котра була освячена навесні наступного — 1991 року. Після цього, відбувся архітектурний конкурс, за результатами якого було обрано проєкт авторства Мирона Вендзиловича. Будівельні роботи розпочалися у вересні 1991 року під керівництвом Я. Стецьківа та за кураторством голови  Франківської районної ради Василя Дзери. З 1994 року будівництво очолив М. Андрейко. Не дивлячись на економічну кризу, пов'язану із трансформацією соціалістичної планової моделі у ринкову, роботи велись досить інтенсивно. Пов'язано це із загальним ентузіазмом, котрий був характерний для тодішньої хвилі релігійного відродження, що вилився, також і у спонсорській допомозі, зокрема нафтопровід «Дружба» оплатив алюмінієві вікна та покупку мідної бляхи для куполів, виготовлення яких відбувалося за допомогою Львівського автобусного заводу.
Відкриття та освячення храму відбулося 22 грудня 1996 року, на свято Непорочного зачаття Пресвятої Богородиці. Чин освячення здійснив єпископ Юліан Ґбур у присутності вірних, прочан, гостей, священиків та міського голови Василя Куйбіди.
Протягом 1997 року були виконані головні роботи у цоколі храму: штукатурка стін та склепіння, облаштування підлоги. 1998 року при храмі відкрилася бібліотека. Цього ж року розпочали будівництво дзвіниці, у Перемишлі замовлено п'ять дзвонів. Всі дзвони у 1999 році були посвячені о. Ярославом Чухнієм. Тоді ж освячено каплицю святого Пантелеймона, розташовану у цокольному приміщенні. Поступово, навколо храму було розбудовано комплекс приміщень адміністративно-господарського призначення: адміністративні приміщення, майстерня та трапезна для неповносправних, приміщення гуртків, християнське кафе, книгарня, тощо. До свята Богоявлення Господнього у 2010 році на території коло храму було збудовано каплицю Водосвяття із чашею для освячення води та багатьма краниками.

## Архітектура
Церква Володимира і Ольги характерна винятковим для сакральної будівлі стилем, на якому позначилася специфіка часу його будівництва. На період 1990-х років, місцеві архітектори не мали ні теоретичних знань, ні практичного досвіду проєктування культових будівель. Новостворені релігійні громади, та щойно відроджені церковні інституції, ще не відчували впливу авторитету традиції, вага якої позначилась на сакральному будівництві вже наступних десятиліть. Це відкривало широкий простір для свободи та інновації об'ємно-просторового вирішення церковних будівель того часу. Проєкт розроблений М. Вендзиловичем має досить несподівану просторову схему, де замість непарної, запроєктовано парну кількість куполів, а їх розташування  акцентує три кути квадрата, один з яких творить вівтарну частину, увінчану малим куполом, а протилежний їй, зрізаний, формує монументальний вхід, підкреслено розкритий до експланади вулиці Симоненка. Інші кути квадрата, в яких розміщено приділи, також мають купольне завершення, аналогічне вівтарному. Над центральною частиною основної брили, на перетині діагоналей квадрата, розміщено головний купол, що удвічі більший за інші, є головною домінантою всього об'єму будівлі, а також формує силует навколишнього кварталу і відіграє важливу роль у панорамі всього району. Це нетипове рішення підкреслене також, зальною структурою будівлі, в якій плоский дах прорізаний діаметром купола, без використання аркових склепінь. Архітектура мова будівлі модерністська, характерна застосуванням чистих форм, вузьких довгих вікон та популярних, в тому числі, у пізньо-радянській репрезентативній архітектурі, довгих вертикальних тяг. Планувальне та об'ємно-просторове вирішення церкви, в значній мірі, відрізняється від морфологічного ряду довоєнних церков і стереотипного шаблону взаємо-розміщення окремих частин храму, що надало будівлі самобутності, монументальності і могутнього силуету. У зв'язку з особливостями просторового вирішення, для підтримання купола в інтер'єрі було розміщено чотири колони, котрі підтримують його об'єм. Загальна висота храму з хрестом становить 57 метрів.

## Розписи
Внутрішні розписи церкви здійснила група художників сакрального малярства на чолі з професором Львівської національної академії мистецтв Романом Василиком. Концептуальний проєкт та іконографічну програму виконав учасник іконописного гурту «Фавор» Кость Маркович. Проєкт головного іконостасу та перегород до бічних приділів розробили Роман Василик та Василь Кордюк. Перший написав ікони, а інший — керував процесом монтажу конструкцій та різьбою іконостасу. В основу розпису центрального куполу храму покладено сюжет Вознесіння Господнього. Півфігура Ісуса Христа розташована на східному склепінні куполу, між вікнами верхнього ярусу барабану зображено ангелів, що підтримують райдугу, у нижньому ярусі барабану — постаті Богородиці та 12 апостолів, а також символічне зображення Небесного Єрусалиму. На світловому вікні склепіння видніється всевидяче око Бога-Отця. Завершує купол фриз із написом тропаря Вознесіння, що дає богословське трактування свята Вознесіння Господнього. На чотирьох колонах, що підтримують центральний купол, зображено чотирьох євангелістів — Івана, Луку, Матвія та Марка — з їхніми символами (відповідно — орел, бик, ангел та лев). Головною сценою розпису святилища є розміщена в середньому ярусі композиція «Причастя апостолів». Акцентом цієї композиції та всього храму загалом є постать Спасителя в червоному одязі, що в християнській традиції символізує Його Божественну природу та пролиту Ним кров на хресті. Над Спасителем зображено ківорій, а з двох сторін — євхаристійний текст. У куполі святилища зображено сюжет Старозавітної Трійці — півфігури ангелів за Святою Трапезою. На протилежній стороні склепіння зображено Агнця з хрестом у славі. Ці сюжети символізують предвічний Божий задум про спасіння людства через відкупну жертву його Сина. У нижньому ярусі святилища зображені 11 постатей святителів та Отців церкви: Іван Золотоустий, Василій Великий, Григорій Богослов, Іван Дамаскин, Андрій Критський, Миколай Чудотворець, Афанасій Александрійський, Григорій Ніський, Папа Римський Климент, Антоній Великий, Теодор Студит. Бічні приділи храму присвячені Богородиці (лівий) та святим Володимиру та Ользі (правий). На чотирьох середніх простінках зображено сюжети чудес, здійснених Ісусом Христом: чудо в Кані Галилейській, помноження хлібів, воскресіння Лазаря, оздоровлення хворих. На вужчих простінках у два яруси зображено постаті та погруддя великомучеників та великомучениць, мучениць та святих воїнів, преподобних монахинь та отців. На тильних сторонах колон зображено ще чотири святителі, над ними — пустельники та стовпники, на хорах — піснеспівці. Іконостас у храмі має півкруглу форму, чим підкреслює форми апсид і куполів, а його невисокий розмір дає змогу розглядати зображення святилища. Послідовність ярусів в іконостасі є традиційною: намісний, празниковий, апостольський. Перший, намісний ряд, складають ікони Богородиці, Христа Пантократора (Вседержителя), святого Миколая, святих Володимира та Ольги. На другому ярусі, що розташований у формі арки над царськими воротами, зображено 12 церковних свят в історичній послідовності. Центральною є ікона Тайної вечері, що зображає Ісуса з учнями за трапезним столом. Верхній ярус складає Деісус із апостолами. Новизною є вміщення Деісусному ряду святих Володимира та Ольги, які постають поруч з Богородицею та Іоаном Предтечею як рівноапостольні. Над цим ярусом розміщено ікону Богородиці Втілення. Таким чином іконостас та розписи святилища храму святих Володимира і Ольги доповнюють одне одного й складають повну й традиційну для української культури іконографічну програму. Іконостас Богородичного приділу акцентує церковну тему, а Володимирського приділу розвиває тему історії християнства на українських землях.

## Світлини

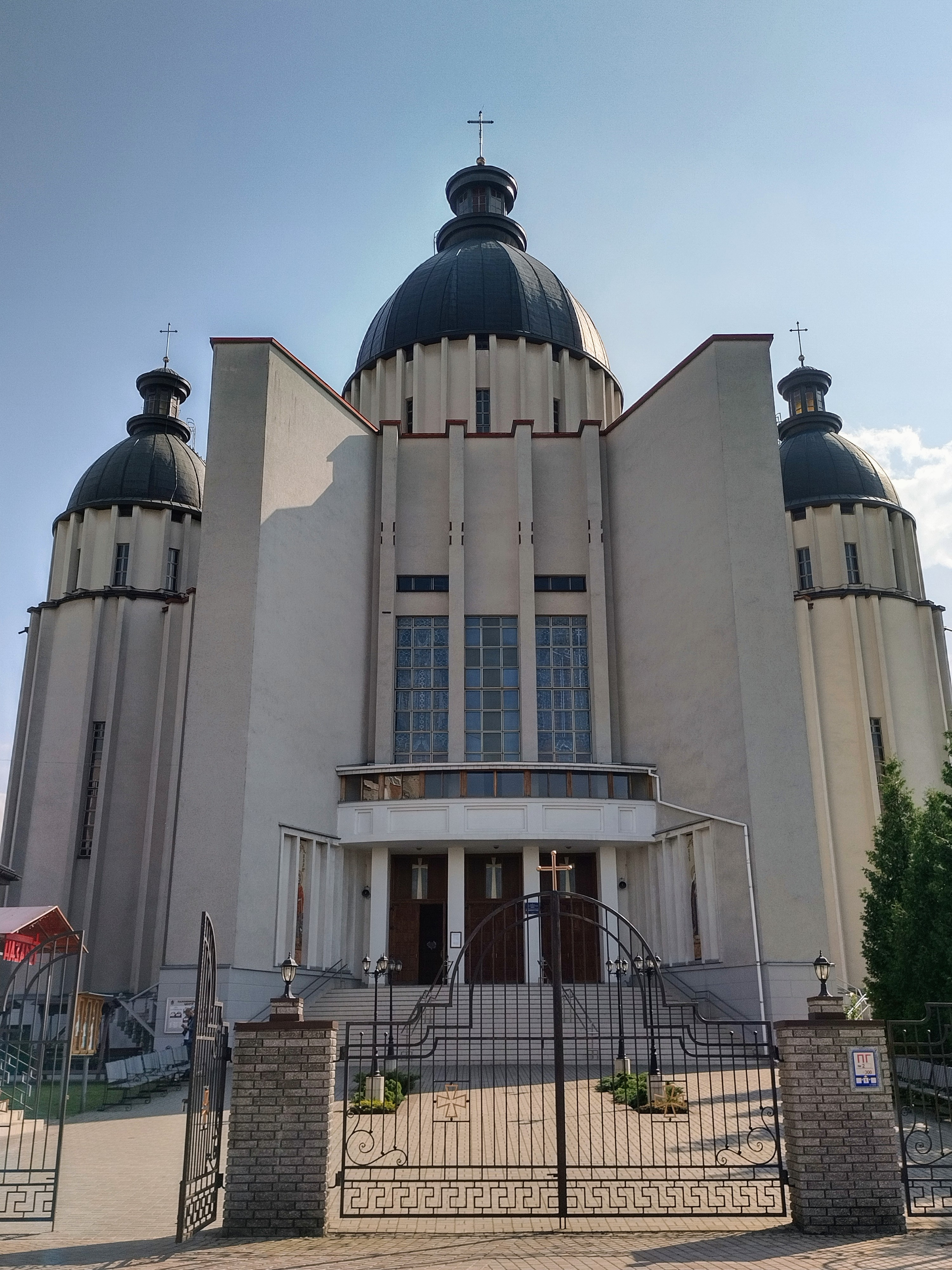
Портал
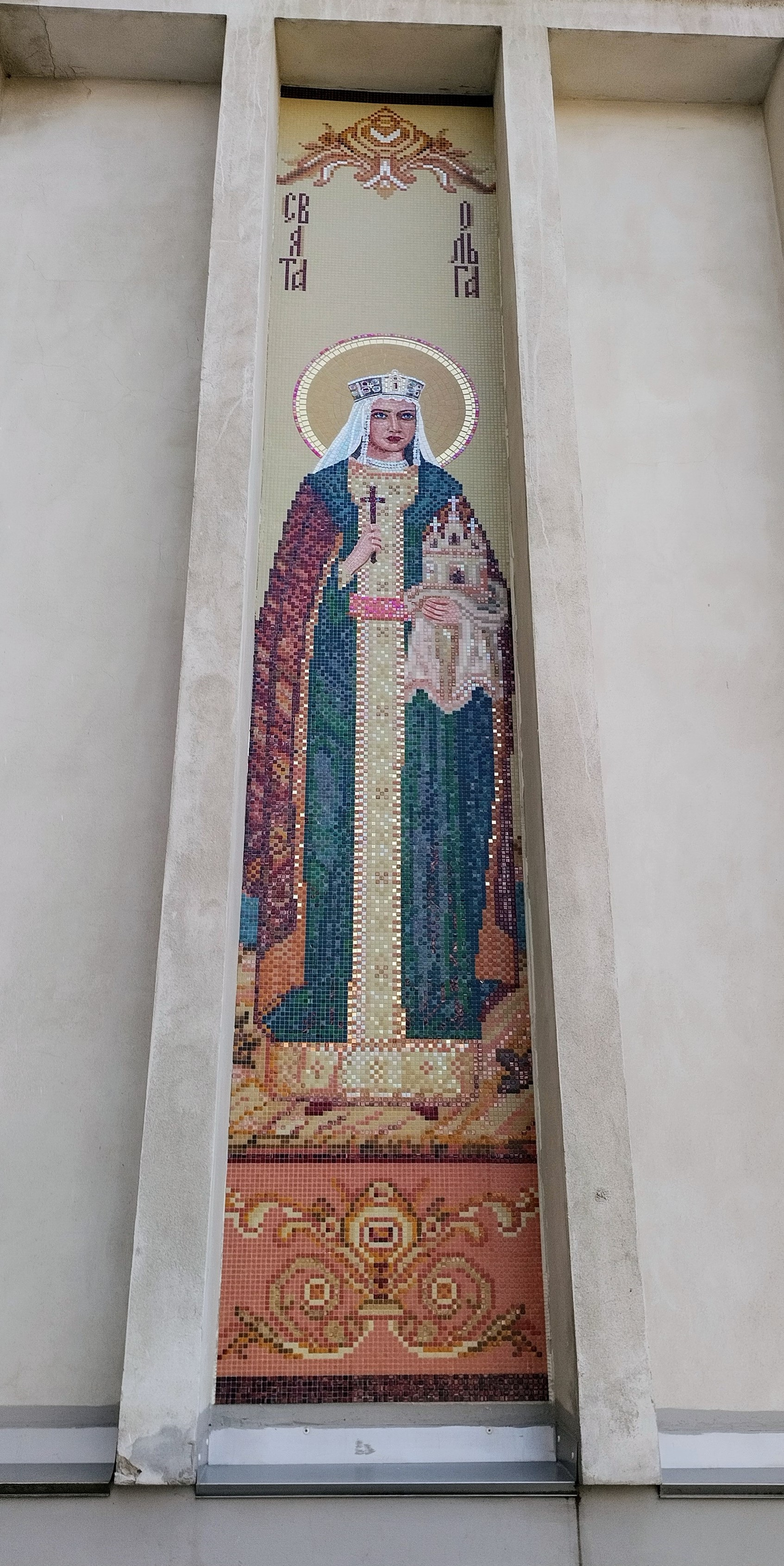
Мозаїка Святої Ольги при вході
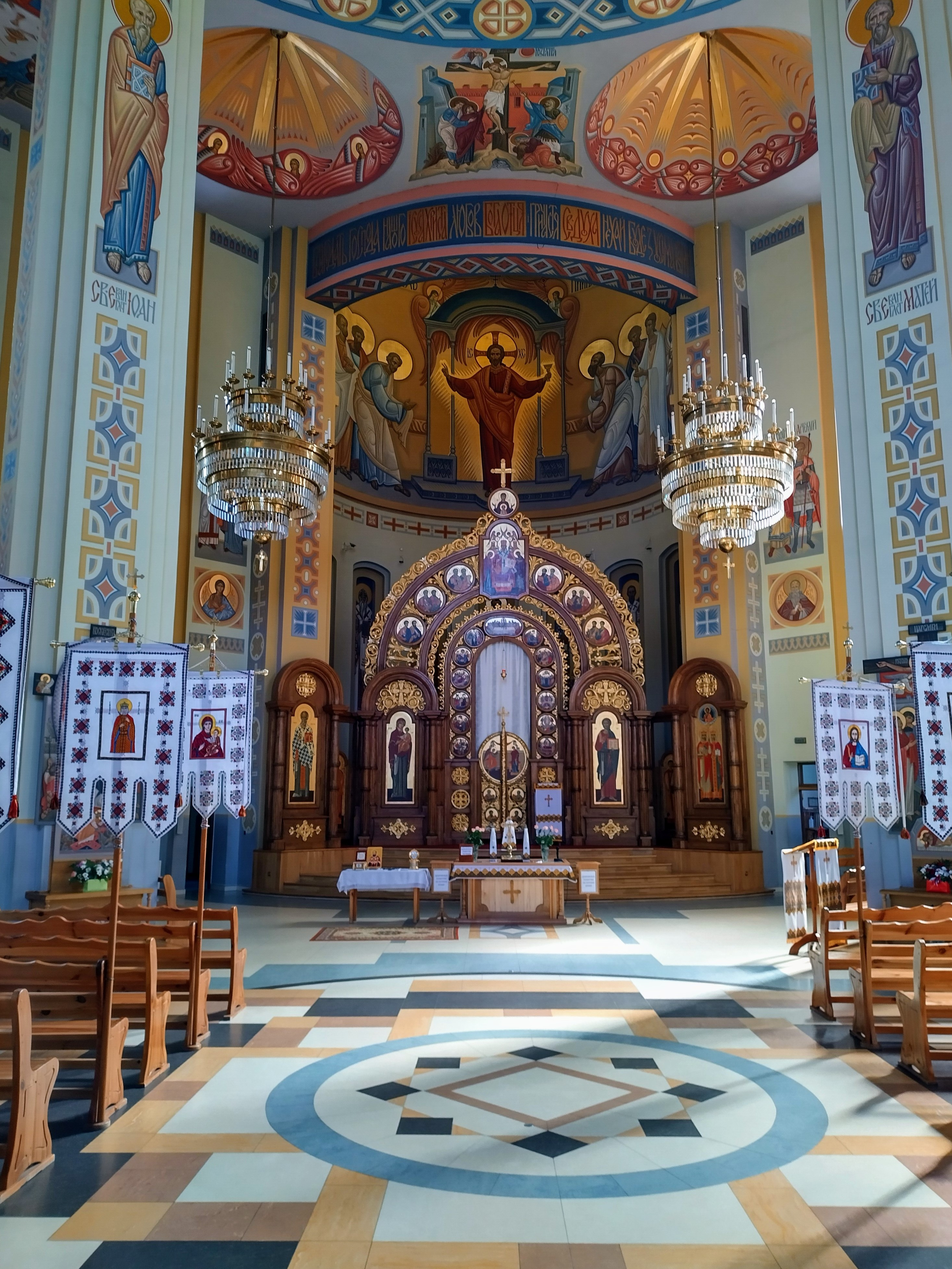
Головний вівтар
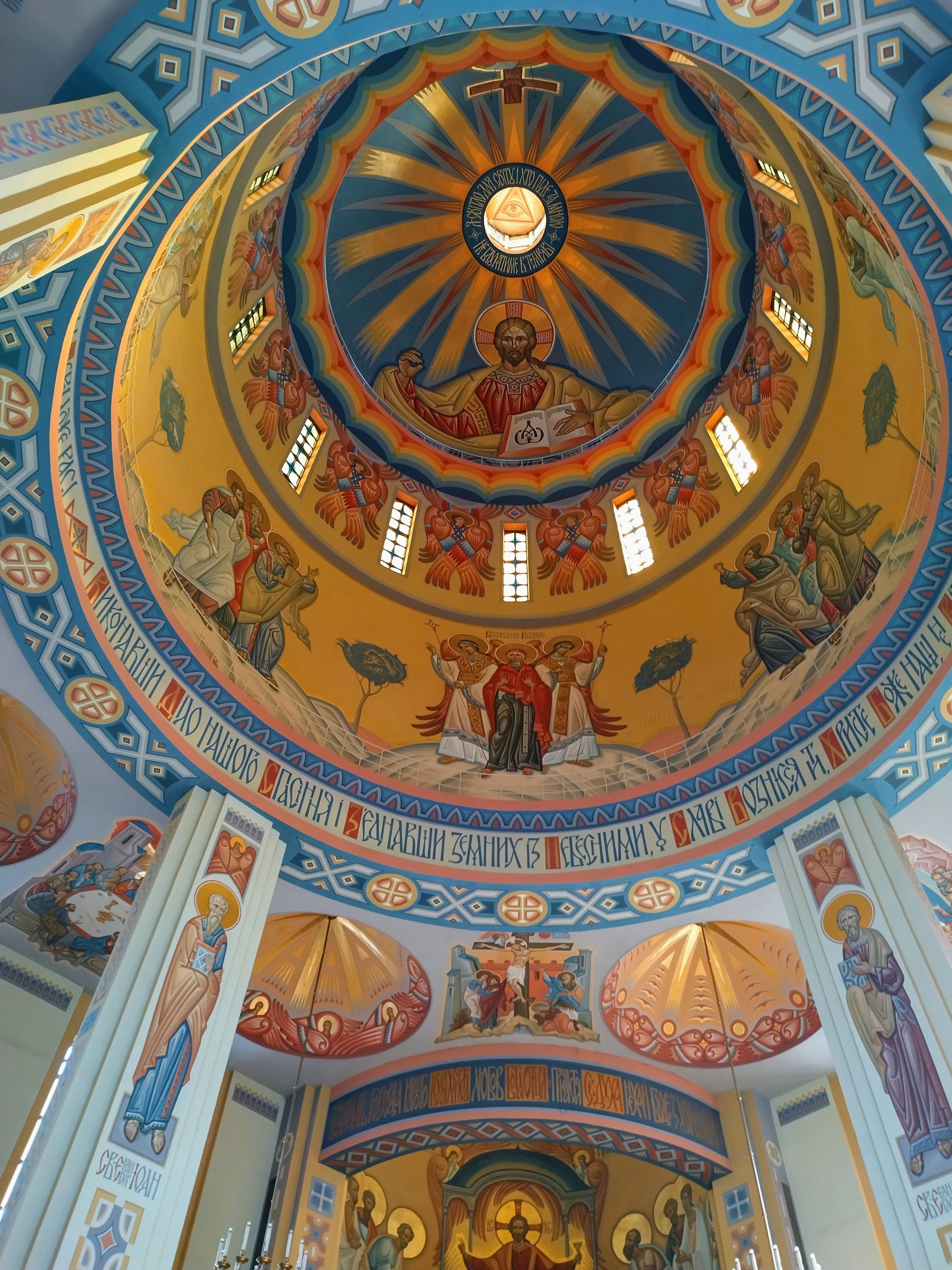
Стінопис куполу

## Зауваги
1. ↑  На зворотньому шляху, частина процесії, а саме учасники братства св. Володимира, дійшли до пл. Св. Юра, де відіграли вирішальну роль у відкритті, на той момент зачиненого храму, що призвело до його наступного повернення УГКЦ
2. ↑  Вони отримали назви Юрій, Петро, Ольга, Михайло та Володимир. Загальна вага дзвонів – 1640 кг.
3. ↑  Згідно первинного задуму архітектора, він мав доповнюватись масивним чотири-раменним хрестом
4. ↑  Головною темою лівого приділу є сцена Різдва Христового та дотичні до неї сюжети «Зустріч Марії з Єлизаветою» та «Втеча з Єгипту». Ці три сцени об’єднані в одне панно, що кільцем охоплює верхній ярус.
5. ↑  Центральними постатями правого приділу є святі Володимир та Ольга. Вони є композиційним центром панно, що об’єднує декілька сюжетів: хрещення святого Володимира в Корсуні, Повалення ідолів та Хрещення руського люду в Дніпрі.